# Boston Consulting Group
Boston Consulting Group (укр. Бостонська консалтингова група) — провідна міжнародна компанія, що спеціалізується на менеджмент-консалтингу. Разом із McKinsey & Company та Bain & Company входить до так званої "Великої трійки".
Засновник компанії Брюс Ґендерсон (1915–1992), автор маркетингової моделі оцінки асортименту Матриця БКГ.

## Корпоративна культура
Компанія Boston Consulting Group зайняла 4 місце в рейтингу 100 найкращих роботодавців США, який щорічно публікує Fortune.
Плинність кадрів в компанії — 12%, на кожну вакансію подається понад 37 тис. резюме. BCG пропонує співробітникам повністю оплачений саббатікал (тривалу відпустку), 100% медичну страховку, можливість працювати віддалено.
У BCG багато уваги приділяють професійному розвитку співробітників. Так, двічі на рік для нових співробітників, у яких немає ступеня MBA, проводиться двотижневий курс Business Essentials Program, в ході якого вони знайомляться з базовими принципами ведення бізнесу. Завдання програми — допомогти співробітникам швидше домогтися успіху.